# 渡利陽
渡利 陽(わたり あきら、1932年1月7日 - 2015年10月7日）は、日本の経営者。ニチメン社長を務めた。兵庫県出身。

## 経歴
1954年に大阪市立大学経済学部を卒業し、同年に日本綿花に入社。1984年6月に取締役に就任し、常務、専務を経て、1993年6月に副社長に就任し、1994年6月には社長に昇格した。2000年10月に会長に就任し、2001年6月から相談役を務めた。
1998年11月に藍綬褒章を受章した。
2015年10月7日心不全のために死去。83歳没。